# Bryony
Bryony  è un nome proprio di persona inglese femminile.

## Varianti
- Femminili: Briony[1][2][3], Bryonie[2]

## Origine e diffusione

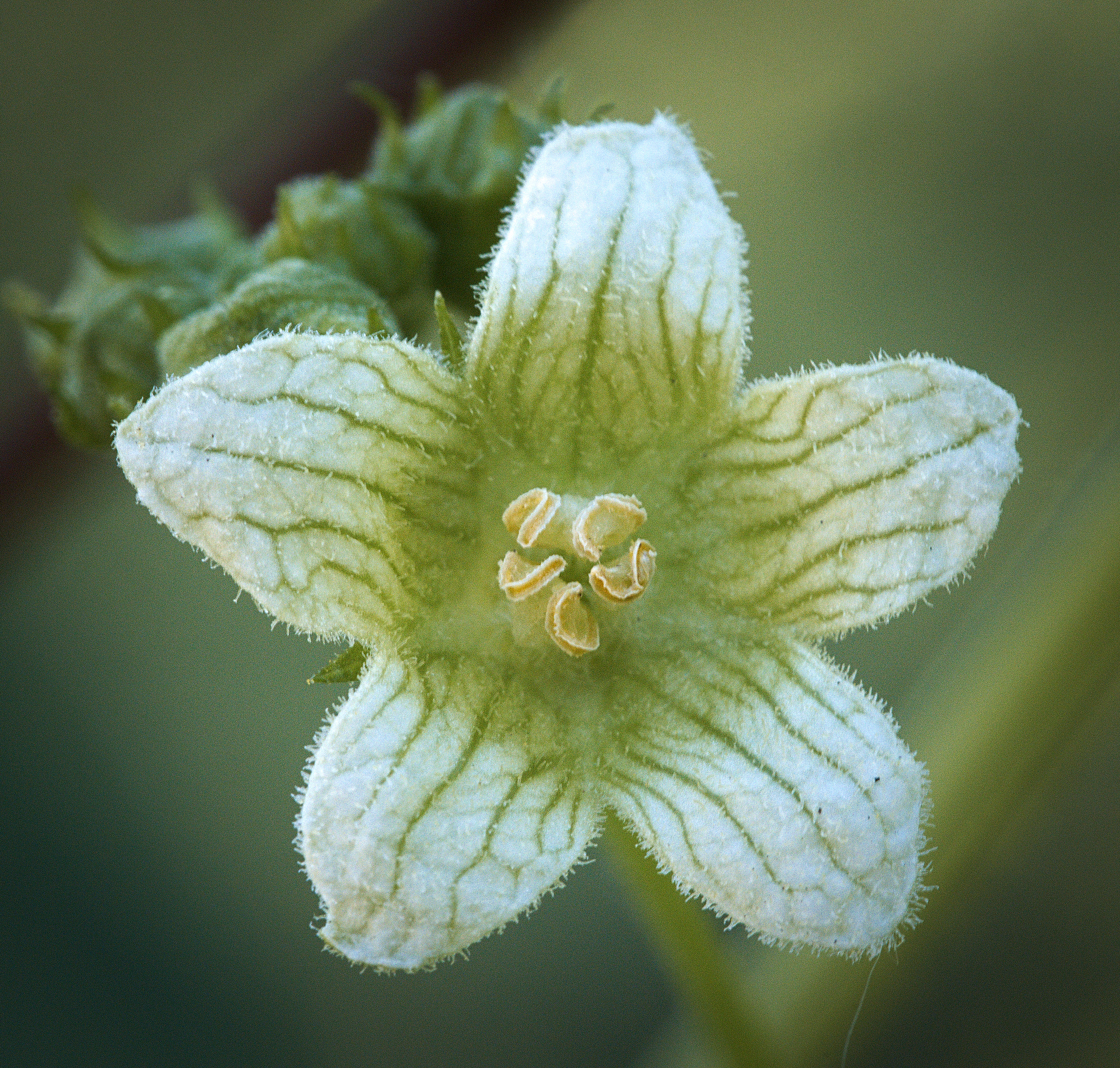
Fiore di brionia comune

Si tratta di un nome di scarsa diffusione, spesso usato come forma femminile di Brian, sebbene abbia tutt'altra origine.
Riprende infatti il nome inglese della brionia, una pianta rampicante usata un tempo come medicinale; il suo nome, in latino bryōnia, deriva dal greco antico βρυωνία (bryōnía), da βρύω (bryo), che vuol dire "ingrossarsi", "crescere", "brulicare" (forse in riferimento alle dimensioni che possono raggiungere le radici, o forse in riferimento allo sbocciare dei fiori).
Si tratta quindi di uno dei vari nomi inglesi ispirati al mondo vegetale, come anche Daisy, Holly, Willow, Rue e vari altri.

## Onomastico
Il nome è adespota, ossia privo di santa patrona; l'onomastico si può festeggiare eventualmente il 1º novembre, festa di Ognissanti.

## Persone
- Bryony Botha, pistard neozelandese
- Bryony Brind, danzatrice e attrice inglese
- Bryony Page, ginnasta britannica
- Bryony Pitman, arciera britannica

### Variante Briony
- Briony Cole, tuffatrice australiana

## Il nome nelle arti
- Briony Tallis è un personaggio del romanzo di Ian McEwan Espiazione, e dell'omonimo film del 2007.